# Мгеладзе, Михаил Михайлович
Михаи́л Миха́йлович Мгела́дзе (род. 2 апреля 1948, Тбилиси) — российский дипломат. Чрезвычайный и полномочный посол (2012).

## Биография
В 1972 году окончил МГИМО, в 1989 году — Дипломатическую академию МИД СССР. Кандидат исторических наук. Владеет английским и тамильским языками. Однокурсник С. В. Лаврова.
С 1972 года работал на различных дипломатических должностях в центральном аппарате Министерства иностранных дел и за рубежом.
- В 1994—1997 годах — советник Посольства России в Индии.
- В 2002—2005 годах — генеральный консул России в Мадрасе (Ченнаи, Индия).
- В 2005—2006 годах — заместитель директора Департамента Африки МИД РФ.
- С 25 сентября 2006 по 16 октября 2012 года — чрезвычайный и полномочный посол Российской Федерации в Мьянме[2][3].

## Дипломатический ранг
- Чрезвычайный и полномочный посланник 2 класса (13 июля 2004)[4]
- Чрезвычайный и полномочный посланник 1 класса (11 марта 2009)[5]
- Чрезвычайный и полномочный посол (1 мая 2012)[6]